# Rudolf Otepka
Rudolf Otepka (* 13. listopadu 1973 Zlín) je bývalý český fotbalový záložník, v současnosti fotbalový trenér.

## Sportovní kariéra
Rudolf Otepka je odchovanec Želechovic, mládežnické roky strávil převážně ve Zlíně. V dospělosti hrál ve VTJ Sigma Hodonín, Ratíškovicích, Slušovicích a 18. února 1996 v dresu Zlína poprvé nastoupil k prvoligovému utkání. V roce 1997 přestoupil do pražského týmu FK Dukla Praha, poté hrál rok a půl v Drnovicích a od roku 2000 byl v Příbrami. Čtvrtým místem v sezóně 2000/01 si mužstvo zajistilo účast v Poháru UEFA 2001/02, v němž příbramský tým vyřadil francouzský CS Sedan (4:0, 1:3) a pohořel až v druhém kole na PAOK Soluň (1:6, 2:2). Otepka tehdy nastoupil ve všech čtyřech pohárových utkáních a proti Sedanu si připsal jeden gól z přímého kopu. V srpnu 2007 přestoupil z už druholigové Příbrami do Ostravy, s níž se probojoval do Poháru UEFA 2008/09. Otepka si proti Spartaku Moskva (0:1, 1:1) připsal další dvě pohárová utkání a vstřelil jediný gól Baníku. Po dvou letech zamířil do Olomouce. Tam ale nenastupoval pravidelně a v zimě roku 2009 se rozhodl odejít na hostování do Českých Budějovic. Dynamo po půl roce využilo opci na přestup a Otepka v klubu zůstal i následující dvě sezóny. Právě v dresu Českých Budějovic nastoupil 2. října 2011 na hřišti Hradce Králové ke svému 400. utkání v nejvyšší české lize a stal se tak teprve jedenáctým hráčem historie, kterému se to podařilo. Mezi přednosti drobného středopolaře patří především výborná kopací technika, úspěšné zakončování standardních situací a herní přehled. V únoru 2013 byl z A týmu přeřazen na farmu SK Strakonice 1908.

## Hráčské statistiky
Aktuální k 17. dubnu 2013
| Sezona | Klub                            | Země  | Soutěž          | Zápasy | Góly |
| ------ | ------------------------------- | ----- | --------------- | ------ | ---- |
| 95/96  | FC Slušovice FC Zlín            | Česko | 2. liga 1. liga | 14 15  | 3 1  |
| 96/97  | FC Zlín                         | Česko | 2. liga         | 27     | 10   |
| 97/98  | Dukla Praha                     | Česko | 1. liga         | 29     | 9    |
| 98/99  | FK Drnovice                     | Česko | 1. liga         | 27     | 3    |
| 99/00  | FK Drnovice FC Dukla Příbram    | Česko | 1. liga         | 13 14  | 0 3  |
| 00/01  | FC Marila Příbram               | Česko | 1. liga         | 28     | 4    |
| 01/02  | FC Marila Příbram               | Česko | 1. liga         | 26     | 3    |
| 02/03  | FK Marila Příbram               | Česko | 1. liga         | 28     | 5    |
| 03/04  | FK Marila Příbram               | Česko | 1. liga         | 30     | 8    |
| 04/05  | FK Marila Příbram               | Česko | 1. liga         | 26     | 3    |
| 05/06  | FK Marila Příbram               | Česko | 1. liga         | 22     | 8    |
| 06/07  | FK Marila Příbram               | Česko | 1. liga         | 29     | 4    |
| 07/08  | FK Marila Příbram Baník Ostrava | Česko | 2. liga 1. liga | 2 25   | 0 1  |
| 08/09  | Baník Ostrava                   | Česko | 1. liga         | 24     | 5    |
| 09/10  | SK Sigma Olomouc SK Dynamo ČB   | Česko | 1. liga         | 12 13  | 0 3  |
| 10/11  | SK Dynamo ČB                    | Česko | 1. liga         | 29     | 4    |
| 11/12  | SK Dynamo ČB                    | Česko | 1. liga         | 27     | 4    |
| 12/13  | SK Dynamo ČB                    | Česko | 1. liga         | 14     | 2    |